# Unterseeboot U-74 (1915)
Pour les autres navires du même nom, voir Unterseeboot 74.
L'Unterseeboot U-74 est l’un des 329 sous-marins de la Kaiserliche Marine pendant la Première Guerre mondiale. L'U-74 a été engagé dans la guerre navale et a pris part à la première bataille de l'Atlantique.

## Conception
Les sous-marins de type UE I ont été précédés par les sous-marins de type U-66, plus longs. L'U-74 avait un déplacement de 755 tonnes en surface et de 829 tonnes en immersion. Il avait une longueur de 56,80 m et 46,66 m pour sa coque pressurisée, une largeur de 5,90 m, une hauteur de 8,25 m et un tirant d'eau de 4,84 m. Le sous-marin était propulsé par deux moteurs de 800 ch (590 kW) en surface, et deux moteurs de 800 chevaux (590 kW) en immersion. Il avait deux arbres d'hélice. Il était capable d’opérer à des profondeurs allant jusqu’à 50 mètres.
Le sous-marin avait une vitesse maximale de 10,6 nœuds (19,6 km/h) en surface et de 7,9 nœuds (14,6 km/h) en immersion. Il pouvait parcourir 5480 milles marins (10150 km) à 7 nœuds (13 km/h) en surface et 83 milles marins (154 km) à 4 nœuds (7,4 km/h) en immersion. L'U-74 était équipé de deux tubes lance-torpilles de 50 centimètres (un à l’avant tribord et un à l’arrière tribord), de quatre torpilles et d’un canon de pont de 8,8 centimètres. Il avait un équipage de trente-deux personnes, vingt-huit hommes et quatre officiers.

## Affectations
- Flottille I : du 18 mars au 17 mai 1916.

## Commandants
- Kapitänleutnant Erwin Weisbach[3] : du 24 novembre 1915 au 17 mai 1916

## Navires coulés
| Date          | Nom    | Nationalité    | Tonnage | Destin. |
| ------------- | ------ | -------------- | ------- | ------- |
| 20 avril 1916 | Sabbia | United Kingdom | 2802    | Coulé   |